# Ашимов, Галым Абиханович
Ашимов Галым Абиханович (каз. Ғалым Әбіханұлы Әшімов; род. 24 августа 1968 года, Каражал, Казахская ССР, СССР) — государственный деятель, аким города Темиртау.

## Биография
Служил в рядах Советской Армии в 1987—1989 годах. В 1999 году окончил Жезказганский университет имени О. А. Байконурова по специальности экономист. В 2017 году окончил Карагандинский государственный университет по специальности -горное дело. В 1989—1991 годах работал слесарем по ремонту, помощником машиниста Дальне-Западного рудника «Жайремский горно-обогатительный комбинат». В 1991—1998 годы был секретарём комитета комсомола, инженером по химической продукции, ведущим инженер строительных материалов отдела материально-технического снабжения «Жайремский ГОК». С 1998 по 2000 годы работал начальником цеха складского хозяйства, начальником отдела материально-технического снабжения АО «Жайремский ГОК».
С 2000 по 2001 годы занимал должность акима поселка Жайрем Карагандинской области. В 2001—2005 годах возглавлял руководящие должности на ТОО «Оркен». 
2005—2010 годы — начальник отдела логистики, помощник президента АО «Жайремский ГОК» по логистике. 
2010—2013 годы — аким города Каражал Карагандинской области. С марта по июль 2013 года был назначен руководителем аппарата акима Карагандинской области. 2013—2015 годы — руководитель управления предпринимательства и промышленности Карагандинской области.
С августа 2015 года занимает должность акима города Темиртау - 14 августа 2020 г.. Награжден орденом «Құрмет» в 2017 году.
В мае-июне 2020 перенёс COVID-19